# Born to Lose
Born to Lose ist eine Punk-Band aus Austin, Texas. Gegründet wurde sie 2000 und brachte nach nur drei Monaten ihre erste EP mit dem Titel Here's to You heraus. Zuvor spielten die Musiker in unterschiedlichen Bands. 2006 wurde ihr Album Sweet Misery vom Label People Like You Records auch in Europa veröffentlicht, worauf sie im selben Jahr auch in Deutschland auf Tour waren. 2011 spielten sie eine weitere über eineinhalb monatige ausgedehnte Tour in Europa. Bis dahin erspielte sich die Band eine große Fangemeinde, hauptsächlich in der Tschechischen Republik und in Deutschland. Ab dem Jahr 2012 wurden nur noch selten Neuigkeiten über die offizielle Facebook-Seite der Band verbreitet. Born to Lose sind aktuell nicht mehr aktiv. Frontsänger Klink widmet sich seit 2012 seinem Akustik-Projekt Nowherebound, Schlagzeuger Ian Walling führt seine Karriere bei Threes Away weiter.

## Diskografie
- 2000: Here’s to You (EP)
- 2001: Dreams Die Fast
- 2004: Blessed Days
- 2006: Sweet Misery
- 2007: Old Scars
- 2008: Saints Gone Wrong
- 2010: The Dreams of Kids